# Национална асоциация на зърнопроизводителите
Националната асоциация на зърнопроизводителите, съкратено НАЗ, e отраслова организация на зърнопроизводителите в Република България.  Към 2019 година в организацията членуват 20 юридически лица.

## Цели и предмет на дейност
Учредители на асоциацията са регионални организации (сдружения) на зърнопроизводители. Според организацията, учредителите "са обединени от идеята за модерно, конкурентоспособно българско зърнопроизводство. НАЗ е неправителствено, доброволно, независимо и неполитическо сдружение с нестопанска цел в частна полза за представителство и защита на интересите на неговите членове, осъществяващи стопанска дейност в отрасъла зърнопроизводство ... Предмет на дейност на организацията е представителство и защита на общите икономически интереси на нейните членове, подпомагане и насърчаване развитието на техния бизнес и индивидуалния им стопански просперитет, както и на отрасъла зърнопроизводство като цяло".

### Основни цели
Според организацията, целите ѝ са:
- „да представлява и защитава икономическите и работодателските интереси на членовете на Организацията пред всички държавни и общински органи, както и пред институциите на ЕС;“
- „да създава и утвърждава модерни икономически отношения в отрасъла зърнопроизводство, базирани на постиженията на науката и техниката;“
- „да подкрепя ефективната и прозрачна лоялна конкуренция и коректните делови отношения в отрасъла зърнопроизводство;“
- „да изследва и адаптира европейските социални и икономически стандарти и добри практики към отрасъла зърнопроизводство;“
- „да стимулира предприемчивостта на лицата, развиващи стопанска дейност в отрасъла зърнопроизводство и индивидуалния просперитет на всеки член на Организацията;“
- „да изследва анализира проблемите на икономиката и финансите, труда и индустриалните отношения в отрасъла зърнопроизводство;“
- „да усъвършенства пазарната инфраструктура, принципите и механизмите и действащата в страната нормативна уредба, регулираща обществените отношения в отрасъла зърнопроизводство.“[2]

## Членство
Членството в Организацията е доброволно. В нея могат да участват само регионални организации (сдружения) на зърнопроизводители от всички области на Република България, които споделят целите на Организацията и приемат средствата за тяхното постигане. В Организацията не могат да членуват физически лица, политически партии и движения, както и религиозни организации.